# 10 Pułk Moździerzy

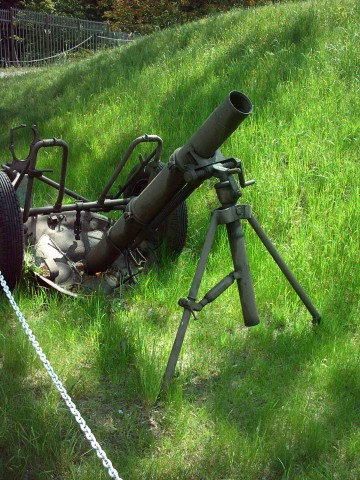
120 mm moździerz wz. 1938

 10 pułk moździerzy – pułk artylerii polskiej ludowego Wojska Polskiego.
Sformowany w rejonie Osiny Dolne na podstawie rozkazu Naczelnego Dowództwa Wojska Polskiego nr 8 z 20 sierpnia 1944.
Przysięgę żołnierze pułku złożyli 9 listopada 1944 w Mokobodach.

## Dowódcy pułku
- ppłk Jerzy Miszczerin
- mjr Izzak Miszyn[a]

## Skład etatowy
Dowództwo i sztab
- 2 x dywizjon moździerzy
  - 3 x bateria ogniowa
    - 2 x pluton ogniowy
- park artyleryjski

Pułk liczył:
żołnierzy – 631 (oficerów – 74, podoficerów – 179, kanonierów – 378)
sprzęt:
- moździerze – 36
- rusznice przeciwpancerne – 36
- samochody – 97

## Działania bojowe
Pułk wchodził w skład 1 Brygady Moździerzy. Podczas walk o Berlin znajdował się w drugim rzucie. Początkowo pułk stacjonował w Nauen i był podporządkowany 77 Korpusowi Piechoty, a od 27 kwietnia 129 Korpusowi Piechoty. Moździerzyści pułku brali udział w akcjach mających na celu likwidację ukrywających się w różnych zakamarkach hitlerowców.